# Lorenzo Gelati
Lorenzo Gelati (Firenze, 26 gennaio 1824 – Firenze, 18 maggio 1899) è stato un pittore italiano.

## Biografia

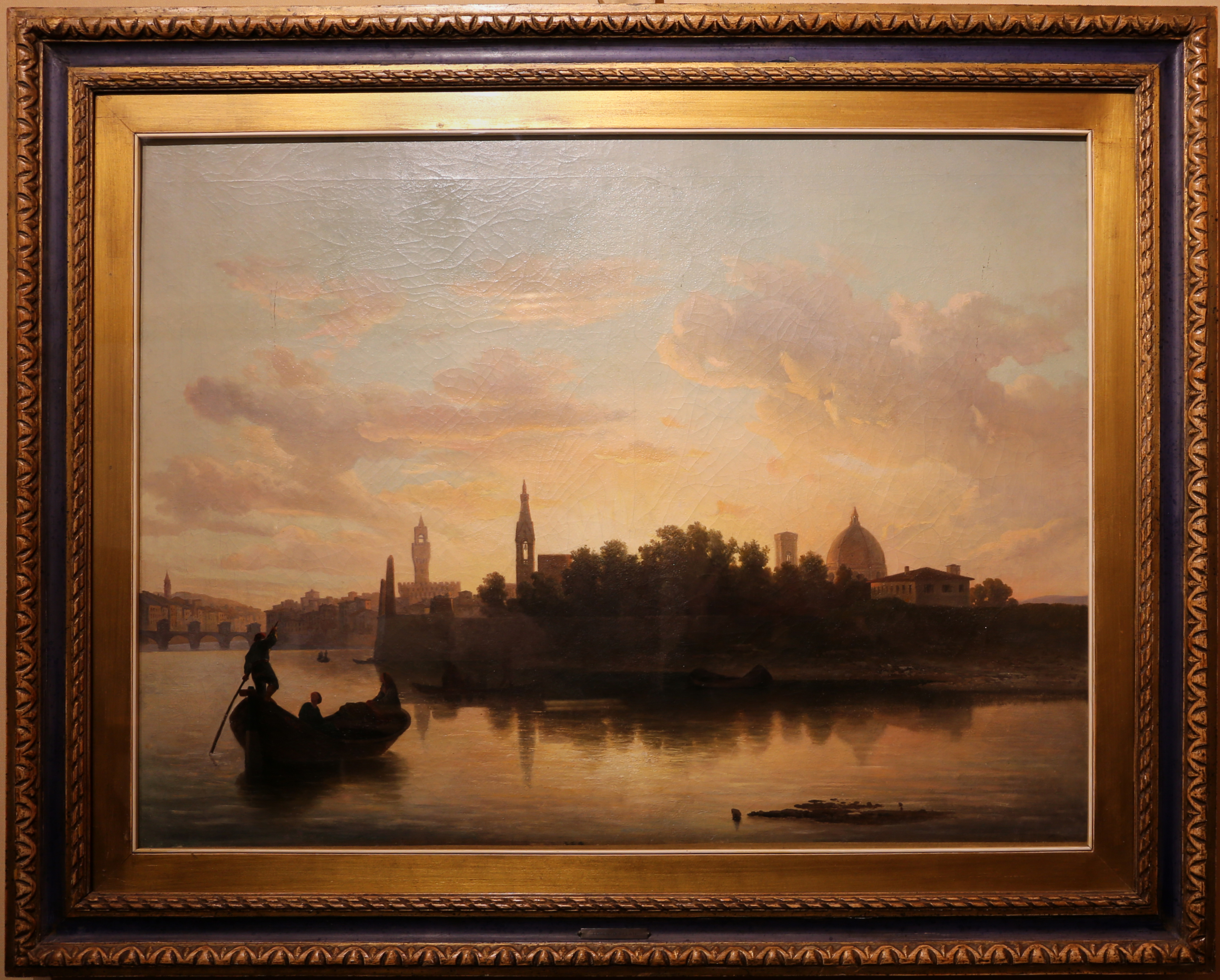
L'arno alla pescaia di san Niccolò al tramonto, 1860, collezione Cassa di Risparmio di Firenze

Nato a Firenze da Teresa Sciuti e dallo scultore Giovanni, si iscrive alla scuola di pittura di Carlo Markò il vecchio, dove viene educato alla realizzazione di soggetti naturalistici di stile romantico, riprodotti dal vero sui modelli della scuola francese di Barbizon.
Dal 1854 figura con i fratelli Markò, Saverio Altamura, Odoardo Borrani e i fratelli De Tivoli tra gli artisti che compongono la Scuola di Staggia e che riproducono dal vivo paesaggi 
e natura, temi ripresi poi dagli artisti del movimento macchiaiolo con i quali si ritrova nei locali del Caffè Michelangiolo (che in parte decora con i dipinti murali Tramonto e Ruderi con la luna) e presso la casa di Castiglioncello del loro mecenate Diego Martelli.
Dal 1855 frequenta il salotto pistoiese dell'ingegnere Francesco Bartolini e della moglie Louisa Grace, dove sono soliti riunirsi i principali intellettuali toscani, fra i quali Giosuè Carducci.
Nel 1867 viene premiato dalla Promotrice di Firenze per Veduta della chiesa di S. Miniato, mentre nel 1869 viene assunto come insegnante dall'Istituto Artistico fondato in quell'anno, dove lavora con Karlo Markó; l'anno successivo viene nominato professore presso l'Accademia delle arti del disegno di Firenze, dove trova il cugino Stefano Ussi.
Muore a Firenze il 18 maggio 1899: la sua copiosa produzione è stata spesso ridotta a causa della frequente attribuzione dei suoi quadri ad artisti contemporanei come Giuseppe Abbati, Raffaello Sernesi, Odoardo Borrani.
Tra gli allievi di Gelati, il romagnolo Angelo Torchi e Arturo Zanieri.

## Partecipazione a esposizioni
- 1847, Società Promotrice di Firenze con Firenze con Calognole nel Mugello con cascate d'acqua e Motivo dal vero;
- 1848, Società Promotrice di Firenze con Firenze con Veduta del Forte di S. Miniato al Monte;
- 1850, Società Promotrice di Firenze con Veduta del Valdarno superiore e Ponte rosso con effetto di lume;
- 1851, Società Promotrice di Firenze con Veduta di Ripafratta, Veduta d’inverno, Paese con casolare presso un torrente;
- 1853, Società Promotrice di Firenze con Veduta della porta all'Arco di Volterra;
- 1854, Società Promotrice di Torino con La chiesa di San Miniato al Monte presso Firenze con lo storico campanile, acquistato dalla regina Maria Teresa d'Asburgo-Lorena[8];
- 1854, Società Promotrice di Firenze con Il motivo delle Cascine di Pisa e Porta etrusca di Volterra;
- 1855, Società Promotrice di Firenze con Tramonto di sole, Veduta dell'isola Polvese sul Lago Trasimeno, Veduta del Bagno di Nerone sul Lago di Massaciuccoli e Studio dal vero presso Staggia[9];
- 1858, Esposizione della Società Promotrice di Genova con Veduta di Firenze;
- 1858, Società Promotrice di Firenze con Le cave di Oliveto, Motivo delle campagne romane, Interno di un castello del Medioevo e Paese di composizione;
- 1859, Società Promotrice di Firenze con La chiesa di S. Miniato al Monte e Veduta di Firenze presa dalla Porta di San Niccolò;
- 1861, I Esposizione italiana di Firenze con Veduta del Mugnone (acquistata dal conte Spalletti), Motivo dal vero sulla spiaggia pisana e Castello di Staggia[10], Veduta di Firenze fuori porta S. Niccolò e Le cave di monte Ripaldi;
- 1864, Società Promotrice di Torino con Lago di Trasimeno sul Perugino, Marina Toscana e Paesaggio preso nei dintorni di Firenze[11];
- 1867, Società Promotrice di Firenze con Veduta della chiesa di S. Miniato e Firenze antica;
- 1870, Mostra italiana di Parma con La Villa Salviati presso Firenze e Il torrente Mugnone presso Firenze[12];
- 1874, Società Promotrice di Firenze con Torre del Lago presso Viareggio;
- 1879, Società Promotrice di Firenze con Antignano;
- 1881, Società Promotrice di Torino con Vita di paese in Toscana, Un'impressione sull'Arno e San Terenzio presso La Spezia;
- 1883, Società Promotrice di Firenze con Le cave verrucane;
- 1883, Esposizione di belle arti in Roma con Presso San Terenzio nel Golfo della Spezia e Interno del refettorio dell'ex convento di San Domenico in Fiesole;
- 1884, Esposizione nazionale industriale e artistica di Torino con Il ponte Vecchio a Firenze;
- 1886, Società Promotrice di Firenze con Nelle cave di Uliveto presso Pisa.

## Stile
(Luigi Càllari in Storia dell'arte contemporanea italiana, Ermanno Loescher, Torino, 1909)
(Anna Franchi in Arte e artisti toscani dal 1850 ad oggi, Alinari, Firenze, 1902, pp.40)
Avviato da Carlo Markò il vecchio all'impostazione accademica di stile romantico, Gelati aderisce in modo laterale al movimento macchiaiolo, anticipandone i temi ma rimanendo su posizioni moderate e per lo più ideali.
A livello stilistico, fino agli anni Settanta, il suo modo di costruire le forme con poche pennellate rigide, chiare o scure, accostate con deciso effetto, lo configura come forte innovatore e artista destinato al successo della critica.
Negli anni successivi, la sua produzione lo identifica come un semplice imitatore delle opere macchiaiole.

## Opere principali
- Paesaggio (1850), olio su cartone, Galleria d'arte moderna di Firenze;
- Cortile del Castello di Arezzo (1850), olio su tela, collezione privata;
- La chiesa di San Miniato al Monte presso Firenze con lo storico campanile (1853), olio su tela, Palazzo delle Entrate, Torino;
- Barcaiolo a Massaciuccoli (1855), olio su tela, collezione privata;
- Cortile del castello di Arezzo (1855), olio su tela, collezione privata;
- Interno di cortile (1856), olio su tela, collezione privata;
- Paesaggio lacustre (1858), olio su tela, collezione privata;
- Paesaggio toscano (1858), olio su tela, collezione privata;
- Veduta di Fiesole (1858-1860), olio su tela, collezione privata;
- Veduta dell´Arno alla pescaia verso San Niccolò a Firenze (1860), olio su tela, collezione Cassa di Risparmio di Firenze;
- Paesaggio con rovine (1860), olio su tela, collezione privata;
- Veduta di Monte alle Croci (1860), olio su tela, Galleria d'arte moderna di Firenze;
- Barcaiolo sull'Arno (Alpi Apuane) (1860-1865), olio su tela, collezione privata;
- Veduta di villa toscana (1862), olio su tela, collezione privata;
- Paese tra le rocce (1862-1865), olio su tela, collezione privata;
- Una finestra del Bargello (1865), olio su tela, collezione privata;
- Porta a Pinti (1865), olio su tela, collezione privata[13];
- Veduta della chiesa di San Miniato al Monte (1865), olio su tela, collezione privata;
- L’Arno al mulino delle gualchiere (1865-1870), olio su tela, collezione privata;
- Il carro rosso (1866), olio su tela, collezione privata;
- Paesaggio con figure (1867), olio su tela, Galleria d'arte moderna di Firenze;
- Campagna con rovine (1869), olio su tela, collezione privata;
- L'Arno presso Firenze (1869), olio su tela, collezione privata;
- Molo nei pressi di Antignano (1870), olio su tela, collezione privata;
- Passeggiata sulla collina nei pressi di Firenze (1873), olio su tela, collezione privata;
- Figura fra i pioppi (1875), olio su tela, collezione privata;
- Veduta di Firenze (1876), olio su tela, collezione privata;
- Fra Angelico nel refettorio di San Domenico (1879), olio su tela, Galleria d'arte moderna di Firenze;
- Cacciatori in riva all'Arno nel pisano (1880), olio su tela, collezione privata;
- Animazione in un villaggio toscano (Nei pressi di Pisa) (1881), olio su tela, collezione privata;
- Arno (1889), olio su tela, collezione privata;
- Veduta d'Arno (1890), olio su tela, Galleria Nazionale d'Arte Moderna e Contemporanea, Roma;
- Sul lago (1893), olio su tela, collezione privata;
- Refettorio del convento di S. Domenico (1893), olio su tela, Galleria d'arte moderna di Firenze[14];
- Veduta dell´Arno a S. Niccolò a Firenze con il bagno delle donne e panni stesi al sole (non datato), olio su tela, collezione Cassa di Risparmio di Firenze[15];
- Contadine (non datata), olio su tela, collezione privata;
- Firenze d’estate (non datata), olio su tela, collezione privata;
- Cascina sull’Arno (non datata), olio su tela, collezione privata;
- Paesaggio (non datata), olio su tela, Galleria d'arte moderna Ricci Oddi, Piacenza;
- Veduta della chiesa di S. Miniato al Monte a Firenze (non datata), olio su tela, Galleria d'arte moderna di Firenze;
- Madonna del Rosario con San Domenico e Santa Caterina da Siena (non datato), olio su tela, Galleria d'arte moderna di Firenze[16];
- Paesaggio collinare con obelisco (non datato), olio su tela, Galleria d'arte moderna di Firenze[17];
- Paesaggio con figure (non datato), olio su tela, Galleria d'arte moderna di Firenze[18];
- Cascata delle Marmore (non datata), olio su tela, collezione privata;
- San Miniato a Firenze (non datata), olio su tela, collezione privata;
- L’antico Lung’arno delle Grazie (non datata), olio su tela, collezione privata;
- La viva armonia (non datata), olio su tela, collezione privata.